# Метростанция „Бул. България“
„България“ е станция от линия М3 на Софийското метро. Открита е на 26 август 2020 г. като част от участъка „Хаджи Димитър“ – „Красно село“.

## Местоположение
Станцията е разположена на едно от най-оживените кръстовища в София – на булевардите „България“ и „Акад. Иван Гешов“. Има един централен вестибюл с вход/изходи към подлеза под бул. „България“, като всичките му 6 вход/изхода, в т.ч. и от трамвайната спирка, се явяват и вход/изходи от/към станцията. По този начин връзка с нея имат и прилежащите райони към четирите входа на подлеза – ж.к. „Стрелбище“, болничните заведения в източната част на кръстовището, кв. „Иван Вазов“, трамвайната спирка над подлеза и към комплексите „Хиподрума“ и „Белите брези“.
| № | Име на вход/изход            | Достъпност          |
| - | ---------------------------- | ------------------- |
| 1 | ул. Кюстендил                | ескалатор, асансьор |
| 2 | ж.к. Хиподрума               | рампа               |
| 3 | парк Здраве                  | рампа               |
| 4 | трамвайна спирка – за Център |                     |
| 5 | кв. Иван Вазов               | рампа               |
| 6 | ж.к. Стрелбище               | рампа               |
| 7 | трамвайна спирка – за Борово |                     |

## Архитектурно оформление
Атрактивно пано посреща посетителите на станцията във вестибюла ѝ. То е изработено от неръждаема стомана, перфорирана във формата на картата на България, под която прозира светлина от светодиодна подсветка в трите цвята на националния трибагреник. Перонът е дълъг 105 m, широк е 5 m и висок 5 m. От двете му страни са разположени 16 автоматични отваряеми врати. 3 асансьора и 6 ескалатора помагат за придвижването на пътниците. Архитект е Красен Андреев.
Архитектурното оформление е решено в три цвята – бяло, зелено и червено. По стените на перона и вестибюла има ивици от боядисано в червено закалено стъкло и ивици в бяло и зелено от прахово боядисани метални пана, окачени към предстенна носеща стоманена конструкция. Изграждането е извършено по т.нар. милански метод при строителство по открит способ в плътнозастроени части на града.

## Връзки с градския транспорт

### Автобусни линии
Метростанция „Бул. България“ се обслужва от 8 автобусни линии от дневния градски транспорт и 1 линия от нощния транспорт:
- Автобусни линии от дневния транспорт: 61, 64, 74, 76, 102, 204, 304, 604
- Автобусни линия от нощния транспорт: N4

### Трамвайни линии
Метростанция „Бул. България“ се обслужва от 2 трамвайни линии:
- Трамвайни линии: 7, 27

### Тролейбусни линии
Метростанция „Бул. България“ се обслужва от 3 тролейбусни линии:
- Тролейбусни линии: 2, 8, 9